# Adolf Ziegler (Maler)

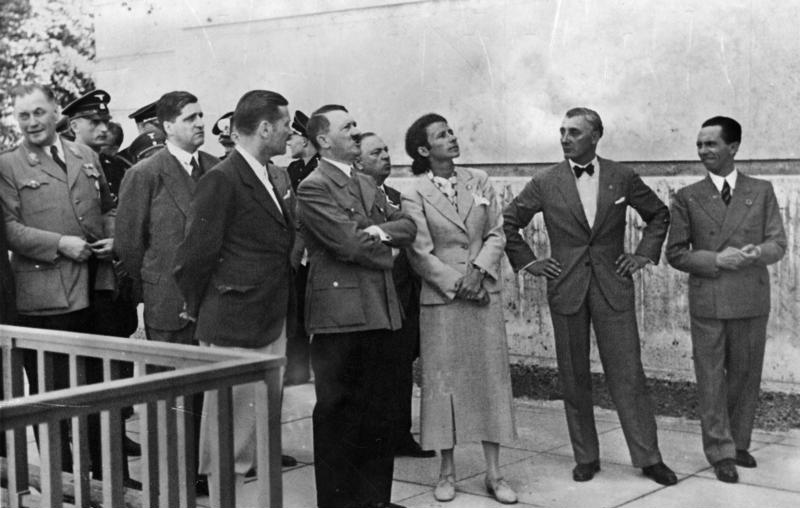
Besichtigung des Hauses der Deutschen Kunst vor seiner Eröffnung durch Adolf Hitler, Gerdy Troost, Adolf Ziegler und Joseph Goebbels am 5. Mai 1937

Adolf Walter Ludwig Ziegler (* 16. Oktober 1892 in Bremen; † 18. September 1959 in Varnhalt) war ein nationalsozialistischer Kunstfunktionär und deutscher Maler. Er war Präsident der Reichskammer der bildenden Künste und Motor der Beschlagnahme von Werken moderner Kunst aus deutschen Museen und ihrer öffentlichen Diffamierung in der Ausstellung „Entartete Kunst“.

## Biografie

### Bis 1933
Ziegler wuchs auf dem Stadtwerder in der Bremer Neustadt auf. Sein Vater Ernst Friedrich Alexander Ziegler war im Bremer Adressbuch als „Kataster-Feldmesser und Cultur-Ingenieur“ verzeichnet und lehrte später als Professor am Bremer Technikum. Die Mutter Ottilie, geb. Thon, stammte aus der Architektenfamilie Wolff. 1909 erlangte er die Obersekundareife an der Oberschule am Barkhof. 1910 schrieb er sich zunächst für drei Semester an der Hochschule für bildende Kunst in Weimar bei Max Thedy ein. Er ging danach an die Akademie der Bildenden Künste in München, wo er in die Zeichenschule von Angelo Jank aufgenommen wurde.
Von 1914 bis 1918 war er Soldat im Ersten Weltkrieg. Danach setzte er sein Studium an der Münchner Akademie fort, das er 1924 abschloss. Möglicherweise besuchte er dabei auch die Klasse von Karl Caspar. Von 1924 bis 1933 arbeitete Ziegler als freischaffender Künstler in München. Um seinen Lebensunterhalt zu verdienen, malte er „ausgesprochen biedere Portraits und Blumenstücke“ zum Verkauf in „konservativen bürgerlichen Kreisen“. Dabei lernte er den Mäzen und Industriellen Albert Pietzsch kennen, dessen Adoptivtochter Gertrud Gratenau er 1926 heiratete. Albert Pietzsch gehörte zu den frühen Unterstützern der NSDAP. Ziegler, der von Hitler zur Beratung in „künstlerischen Dingen“ herangezogen worden sein soll, trat bereits am 16. Februar 1929 in die NSDAP ein (Mitgliedsnummer 112.824), konnte jedoch auch in diesem Milieu keine neuen Kunden gewinnen. Daher wanderte er 1931/1932 mit seiner aus Valparaíso stammenden Frau nach Chile aus, weil er annahm, dort seine Bilder besser verkaufen zu können. Er blieb jedoch erfolglos und kehrte 1932 nach Deutschland zurück.

### Zeit des Nationalsozialismus
Mit der „Machtergreifung“ der Nationalsozialisten begann eine rasante Karriere des bis dahin „gänzlich unbekannten“ Malers, dessen Bilder „offenbar noch nie ausgestellt“ worden waren. Im Oktober 1933 kandidierte er für eine Professur an der Akademie der Bildenden Künste in München und erhielt sie am 1. November. Seine Amtsbezeichnung war „maltechnischer“ Angestellter mit der Lehraufgabe eines Professors. Am 21. April 1934 wurde Ziegler vom bayerischen Kultusminister Hans Schemm zum ordentlichen Professor für „Zeichnen und Malen aufgrund handwerklich überlieferter Grundlage“ ernannt, nachdem er am 1. April 1934 den Beamtenstatus erhalten hatte. Diese Berufung war nach Ansicht des Kunsthistorikers Christian Fuhrmeister ausschließlich kunstpolitisch bedingt, denn für das Fach Maltechnik gab es an der Akademie schon vier Professuren.
In der Folgezeit stieg er auch politisch auf. 1934 wurde er Mitglied des Präsidialrates und Vizepräsident der Reichskammer der bildenden Künste, 1935 Mitglied des Reichskultursenats. In der Partei agierte er mindestens ab 1935 als Sachberichterstatter für Kunst in der Reichsleitung der NSDAP. Er erhielt als Alter Kämpfer das Goldene Parteiabzeichen der NSDAP.
1936 ließ Ziegler in seiner Eigenschaft als Vizepräsident der Reichskammer der bildenden Künste die Ausstellung Malerei und Plastik in Deutschland 1936 schließen. Sie war als Jahresausstellung des Deutschen Künstlerbundes vom und im Hamburger Kunstverein veranstaltet und als Beitrag zu den Olympischen Sommerspielen gedacht. Dies war der Auftakt zur Verfolgung der modernen Kunst durch die Nationalsozialisten.
Am 22. November 1936 wurde Ziegler als Nachfolger des Architekten Eugen Hönig per 1. Dezember 1936 zum Präsidenten der Reichskammer für bildende Künste ernannt. Er ließ zwei Ateliers in der Akademie zu einem großen Präsidialbüro umbauen. Ziegler war jetzt an oberster Stelle für die Durchsetzung nationalsozialistischer Kunstpolitik zuständig, die beinhaltete, „dass nonkonformistische Kunst nicht mehr geduldet wurde und dass an die Stelle der künstlerischen Freiheit die Bindung an Volk und ›Rasse‹ getreten war“.
In dieser Position war Ziegler auch verantwortlich für die Diskreditierung, Verfolgung und Unterdrückung moderner Kunst. Durch Dekret vom 30. Juni 1937 wurde er mit der „Säuberung“ der deutschen Museen und Galerien von sogenannter „entarteter Kunst“ beauftragt, also von Kunstwerken des Expressionismus und anderer Stilrichtungen, die von der nationalsozialistischen Kunstauffassung abgelehnt wurden, sowie von Werken jüdischer und kommunistischer Künstler. Von ihm geleitete Kommissionen, bestehend aus Wolfgang Willrich, Klaus Graf von Baudissin, Hans Schweitzer, Franz Hofmann und Walter Hansen, beschlagnahmten über 20.000 Werke, die teilweise zu Propagandazwecken ausgestellt, zerstört oder zugunsten des NS-Regimes im Ausland verkauft wurden (vergl. Raubkunst, Restitution von Raubkunst). Einige dieser Bilder und Skulpturen wurden im Juni 1937 Teil der von ihm geleiteten Ausstellung „Entartete Kunst“. Bei der Ausstellungseröffnung hielt Ziegler eine Hetzrede gegen den Expressionismus und seine Künstler, gegen demokratisch gesinnte und moderner Kunst gegenüber aufgeschlossene Museumsdirektoren sowie die „Juden“ in Kunst und Kultur. Unter anderem sagte er:

„Sie sehen um uns herum diese Ausgeburten des Wahnsinns, der Frechheit, des Nichtkönnertums und der Entartung. Uns allen verursacht das, was diese Schau bietet, Erschütterung und Ekel … Den Drang der Museumdirektoren, nur Krankhaftes und Entartetes zu zeigen, habe ich an einem Beispiel gezeigt … Es fehlt mir hier die Zeit, um alles das Ihnen, meine Volksgenossen, vorführen zu können, was diese Burschen im Auftrag und als Schrittmacher des internationalen Judentums an Verbrechen sich in der deutschen Kunst erlaubten.“

 Nach dem Krieg versuchte Ziegler, „diese Rede als Ansprache unpolitischer Art zu einer Kunstausstellung“ zu verharmlosen.
Eigene Bilder präsentierte Ziegler erst ab 1937 der Öffentlichkeit, und zwar in Ausstellungen, für deren Organisation er mitverantwortlich war. Bei einer Ausstellung deutscher Gegenwartskunst in Paris erhielt er einen Preis. Die dort gezeigten Bilder wurden auch auf der Biennale di Venezia 1937 gezeigt. Werke von Ziegler waren an prominenter Stelle in der ersten Großen Deutschen Kunstausstellung zu sehen, die am 18. Juli 1937, einen Tag vor der Ausstellung „Entartete Kunst“, von Hitler eröffnet wurde. Charakteristisch für Zieglers Kunst waren großformatige, in akademisch-realistischer Manier gemalte Aktbilder. Spötter bezeichneten ihn daher als „Reichsschamhaarmaler“ oder „Meister des deutschen Schamhaars“. Das in allen drei Ausstellungen gezeigte Triptychon Die vier Elemente wurde von der NSDAP angekauft und im Münchner Führerbau aufgehängt. Es verkörperte mit seinen allegorischen Frauenakten und Porträts die „NS-Rassentheorie idealtypisch“. Zieglers Bilder fanden das besondere Wohlgefallen Hitlers; sie wurden in der von Alfred Rosenberg herausgegebenen Zeitschrift Die Kunst im Dritten Reich publiziert und als Reproduktionen und auf Postkarten weit verbreitet. Diese Wirkung war besonders frappierend, weil Ziegler im „Dritten Reich“ insgesamt nicht mehr als 10 Bilder ausstellte. Fuhrmeister verweist darauf, dass die breit gestreute Rezeption von Zieglers Werk nicht durch dessen ästhetische Qualität, sondern durch seine ideologische Dimension und durch Zieglers Macht als Kunstfunktionär bestimmt war, dem alles an Propagandamöglichkeiten zur Verfügung stand. Dabei habe der Ankauf durch die Partei für den Führerbau „nobilitierend gewirkt“.
Nach der Annexion Österreichs soll Ziegler sich persönlich an der Arisierung der Kunsthauses Gilhofer & Ranschburg in Wien bereichert haben. Dessen jüdische Eigentümer waren gezwungen worden, das Unternehmen für einen Bruchteil seines Wertes zu verkaufen, wobei der Kaufpreis an die NSDAP floss. Neue Eigentümer wurden zu je 10 % der bisherige „arische“ Prokurist Friedrich Steinert und der schon in München als „Arisierer“ tätige Hans-Werner Taeuber, zu 80 % Adolf Ziegler, angeblich als Vertreter der Reichskammer der Bildenden Künste. Der Verdacht, dass er im Eigeninteresse handelte, ist naheliegend, aber nicht beweisbar, da kaum Akten der Reichskammer erhalten sind.
1943 fiel Ziegler politisch in Ungnade: Nachdem er mit Freunden Überlegungen zur Beendigung des Bombenkrieges angestellt hatte, wurde er denunziert und am 13. August 1943 unter dem Vorwurf des Defätismus ins KZ Dachau eingeliefert, aber am 15. September bereits wieder entlassen. Hitler persönlich hatte Zieglers Freilassung angeordnet, verfügte aber, dass keine Pressemitteilungen über Ziegler mehr erscheinen durften.
Ende des Jahres verlor er seinen Posten als Präsident der Reichskammer für bildende Künste und musste seine Professur aufgeben. Fuhrmeister stellt allerdings in Frage, ob sein Fall wirklich so tief war. Seine Versetzung in den Ruhestand wurde erst zum 31. Oktober 1944 wirksam, weil Hitler offensichtlich „seine schützende Hand“ über seinen Freund hielt. Anfang 1945 setzte sich Ziegler nach Konstanz ab, angeblich, um der Einberufung zum Kriegsdienst zu entgehen. Seine Ruhestandsbezüge wurden aber auch hier vom 1. März bis Ende Juli 1945 weitergezahlt.

### Nachkriegszeit
Der 1938 noch aus der ersten Ehe geborene Sohn Werner Peter wurde vom zweiten Ehemann seiner Mutter Gertrud, dem Hotelier Hugo Reistenhofer, adoptiert und machte unter dessen Nachnamen als Peter Reistenhofer eine Schauspielkarriere. Ziegler heiratete 1938 ein zweites Mal, seine Frau war Hilde Greve. Der Ehe entstammen zwei Töchter, Elfriede und Hilleken, geboren 1940 und 1942. Auch diese Ehe wurde geschieden. Ziegler lebte nach dem Zweiten Weltkrieg zunächst mit seinen beiden Töchtern in Wesseloh bei Soltau, dann in Soltau, bevor er zu seiner Schwester, der Tänzerin und Schauspielerin Hannelore Ziegler, nach Baden-Baden zog. Er wurde lediglich als sogenannter „Mitläufer“ entnazifiziert, was er vermutlich wieder seinen vielfach guten Beziehungen zu verdanken hatte. „Die 1951 von Ziegler beantragte Pension, die durch die Entscheidung der Spruchkammer (Mitläufer) auf 50% herabgesetzt war, nun aber angemahnt werden konnte, ist wohl bis Januar 1955 nicht gezahlt worden.“ Trotz mehrfacher Unterstützung durch den Bundesminister für Verkehr, Hans-Christoph Seebohm (damals DP, später CDU), dessen Wahlkreis Soltau war, wurden Zieglers Bemühungen um seine volle Pension 1957 endgültig abschlägig beschieden.
Zieglers Urne wurde im Grab seiner Eltern auf dem Osterholzer Friedhof in Bremen beigesetzt.

## Werke (Auswahl)
- Deutsche Frau.
- Sitzender Akt. (1912)
- Weiblicher Akt auf dem Diwan.
- Knabenpaar mit Segelschiff. (1933)
- Die vier Elemente. (vor 1937; Öl/Leinwand, 180 × 300 cm, Bayerische Staatsgemäldesammlungen, Sammlung Moderner Kunst in der Pinakothek der Moderne)[24]
- Weiblicher Akt. (Vor 1942; Öl/Leinwand, 105 × 80 cm)